# Индепенденсия (Уругвай)
Индепенденсия (исп. Independencia) — населённый пункт сельского типа на юге центральной части Уругвая, в департаменте Флорида.

## География
Расположен в юго-западной части департамента, между рекой Санта-Лусия и ручьём Вирген. Индепенденсия находится на дороге № 77, примерно в 50 км от административного центра департамента, города Флорида. Абсолютная высота — 42 метра над уровнем моря.

## Население
По данным на 2011 год население составляет 396 человек
| Год  | Население |
| ---- | --------- |
| 1963 | 142       |
| 1975 | 188       |
| 1985 | 286       |
| 1996 | 410       |
| 2004 | 454       |
| 2011 | 396       |

Источник: